# 林豪
林豪（1831年11月22日—1918年5月13日），字嘉卓，一字卓人，號次逋，金門後浦人。有舉人身分，但後來七次北上京城應試都未上榜。曾受林占梅之邀到潛園任西席，期間亦把自己所見證的戴潮春事件寫成《東瀛紀事》一書。此外林豪曾三次擔任澎湖文石書院的山長。
其著作尚有《誦清堂詩集》、《誦清堂文集》、《潛園詩選》、《海東隨筆》、《可炬錄》等，並曾纂修《淡水廳志》、《澎湖廳志》，續修其父林焜熿所著之《金門志》，唯除《誦清堂詩集》、《東瀛紀事》、《澎湖廳志》等著作少數外，大多亡佚。林豪纂修方志強調信史、史識等原則，對於方志纂修有相當的貢獻。

## 生平
林豪出生於道光十一年十月十九日（1831年11月22日）巳時，父親是林焜熿，據說他從小就天資聰穎。關於其出生地另有廈門的說法，《東瀛紀事》自序稱鷺江林豪，《臺灣通史》〈流寓列傳〉也寫說是「泉之廈門人」。但林豪家族早在其曾祖林子友時搬到金門後浦，生下林豪的祖父林俊元。
林豪年幼時，母親洪氏在他小時候便教他唐詩。年紀稍長，又跟他四兄到廈門外清保的馬氏園，向舅舅洪嘯雲學習。到了十五、六歲時，已博通經史。之後又到廈門玉屏書院求學，受到山長莊牧亭教導，歷經五年的時間。而在廈門時，他還向兩位博覽群書的平民林春波、莊誠甫學習。他們兩人因為不喜歡八股取士，而未參加科舉。
道光二十九年（1849年）補博士弟子員（中秀才）。同年，林豪隨父親林焜熿前往安溪大坪鄉謁祖，途中因為鄉民出示了收藏的香罏，林豪因而寫了七言古詩〈木罏歌〉。咸豐九年（1859年）林豪到省會福州參加己未恩科補行戊午正科，領周慶豐榜鄉試舉人。林豪將參加鄉試的經歷寫成了五言律詩〈棘闈雜詠〉二十首，清楚描述了鄉試的過程。而在鄉試之後，林豪前往興化遊歷，期間與林向榮會面。當時林向榮將準備到臺灣當臺灣鎮總兵，囑咐他日後東渡相訪。而在確定中舉之後，林豪在當年十二月初八（1859年12月31日）便北上京城應試，沿途將其見聞寫成詩作。但在次年正月廿六日（1860年2月17日），林豪一行人到江蘇魚溝時得知前方有捻軍起事而返家。後於閏三月初一（1860年4月21日），平安抵達家門。
同治元年（1862年）七月，林豪應在臺灣淡水廳的族人邀請赴臺，在八里坌（今新北市八里區）上岸，之後寓居在艋舺（今臺北市萬華區），曾去艋舺龍山寺觀看設道場超度分類械鬥之亡魂的情景而寫了〈招魂曲〉。原本林豪打算南下訪問林向榮，但此時臺灣中部發生了戴潮春事件無法成行。後來得知林向榮在斗六門（今雲林縣斗六市）殉死後，曾寫詩哀悼。次年他於艋舺遇見了奉檄辦團練的竹塹仕紳林占梅，受邀到他的潛園當教師，教導林占梅之妾杜淑雅。最初林豪住在潛園碧海堂，後搬到雲香堂。期間除與林占梅論詩之外，也寫下了《東瀛紀事》二卷。同治六年（1867年）正月，淡水廳同知嚴金清打算編修廳志，聘請林豪當總編輯，同年十月書成，共十五卷，日後卻因林占梅逝世、嚴金清卸任等事而未刊行。
同治七年（1868年）林豪因為應澎湖人士邀請，主講文石書院而要離臺，他先是南下到郡城（今臺南市中西區一帶）與友人告別後，又回到彰化跟林占梅告別。當時林占梅已經病重，此是兩人最後一次會面。之後林豪先是在二月二十日（1868年3月13日）從梧棲返回金門，半年後再前往澎湖任教。林豪在同治八、九年（1869、1870年） 擔任文石書院山長，期間接續通判胡建偉訂定的「學約十條」，又續擬學約八條。同治九年（1870年），林豪返回金門，該年十二月完成《東瀛紀事》自序。同治十二年（1873年），林豪閱讀陳培桂的《淡水廳志》，認為該書是改竄其作且有不少錯誤，於是寫了《淡水廳志訂謬》加以批評。
光緒四年（1878年）受通判蔡麟祥邀請，林豪再次回到澎湖擔任文石書院山長，同時請他主草《澎湖廳志》，但因故未刊行，稿存放於郡城海東書院。在澎湖時，林豪於主講文石書院之餘曾購得澎湖進士蔡廷蘭詩文稿兩束，將之整理為《愓園遺詩》四卷、《遺文》一卷、《駢體文》二卷、《尺牘》六卷。光緒六年（1880年）二月，林豪再次北上進京應試，並將這次應試見聞寫成〈續棘闈雜詠〉十二首。該年十一月林豪以「小巢居閣」為名，刊行《東瀛紀事》、〈淡水廳志訂謬〉，委由漳州府口街多文齋發售。不久就返回澎湖主持文石書院。又光緒七年（1881年），林豪等人集資在後浦港同安渡頭建石橋，該年十一月落成。
光緒八年（1882年）年底林豪返回金門，這年《金門志》重修完成並出版。光緒十二年（1886年），林豪擔任金門浯島城隍廟董事，協助廟宇重修。光緒十六年（1890年），林豪再次上京參加會試，但未上榜。光緒十八年（1892年），澎湖廳通判潘文鳳再請林豪擔任文石書院山長，並再修《澎湖廳志》。最後《澎湖廳志》於光緒二十年（1894年）正式出版。光緒廿三年（1897年），林豪經理金門育嬰堂。光緒廿八年（1902年），補授連城縣學教諭，但林豪以年老為由婉拒未就任。光緒卅二年（1906年），林豪與鄉紳林資杰、林乃斌等人集資500元，改建同安渡頭石橋，因在渡頭小屋旁建一路亭，上面題了「共濟」二字，該石橋便被稱為共濟橋。
光緒卅三年（1907年）九月，林豪帶著孫子到新加坡及南洋各地遊歷，並向僑商募集育嬰堂經費。林豪先是到廈門搭輪船，於九月廿二（1907年10月28日）抵達新加坡，原住在浯江會館，後來住到友人黃景瓜處。次年四月初七（1908年5月6日）林豪向新加坡親友告別，後於四月十六（5月15日）抵達廈門。
民國7年（1918年）5月13日卯時，林豪逝世。葬於金門后垵，墓上依照臨終遺言寫著「浯江詩人次逋林公墓」。

## 著作
| 名稱                     | 卷數 | 簡介 |
| ------------------------ | ---- | --- |
| 《誦清堂文集》           | 20卷 | 未刊行 |
| 《誦清堂別集》           | 6卷  | 未刊行 |
| 《東瀛紀事》             | 2卷  | 光緒六年（1880年）十一月刊，線裝92頁，訂一冊。是關於戴潮春事件的重要文獻，採用「紀事本末體」寫成。 |
| 《海東隨筆》             | 4卷  | 未刊行 |
| 《可炬錄》               | 4卷  | 未刊行 |
| 《陶園求是錄》           | 2卷  | 未刊行 |
| 《瀛海客談》             | 4卷  | 未刊行 |
| 《星洲見聞錄》           | 2卷  | 未刊行 |
| 《閩南俚語儷句》         | 1卷  | 曾刊行，但未見傳本。 |
| 《戴湘圃先生戒淫詩箋釋》 | 1卷  | 未刊行 |
| 《澎湖廳志》             | 15卷 | 纂於光緒初年，光緒十八年（1892年）增修，光緒二十年（1894年）刊行。 |
| 《淡水廳志》             | 15卷 | 纂於同治六年（1867年），稿成未刊。 |
| 《淡水廳志訂謬》         | 1卷  | 光緒六年（1880年）十一月刊行，線裝30頁，訂1冊。 |
| 《金門志》               | 16卷 | 原是林豪父親林焜熿之作，稿成於道光年間，未刊行。光緒八年（1882年）林豪續纂。 |
| 《清風集》               | 8卷  | 未刊行 |
| 《文石書院課》           | 2卷  | 未刊行 |
| 《潛園詩選》             | 4卷  | 未刊行 |
| 《誦清堂古文選》         | 16卷 | 未刊行 |
| 《誦清堂詩選》           | 10卷 | 未刊行 |
| 《誦清堂詩集》           | 12卷 | 是以林策勳鈔本存世，據林策勳的說法，該書是林豪晚年親手刪訂。共收錄1018首詩，內容廣泛，可視為林豪醫生的學問總集。1956年5月該書在菲律賓宿霧市初版千部，此版本是由林策勳輯刊，柯伯行細校，許宗宣參訂。該書收錄了林乃斌所寫的〈家傳〉，描述了林豪的生平。郭哲銘著有《誦清堂詩集注釋》，將其詩作依主題分成「科考經歷」、「學術思想」、「區域歷史」、「文學語言」、「交友師誼」。 |

## 家族
林豪祖先出自安溪駟馬派，住在新康里大坪鄉，曾祖林子友那一代始搬到金門後浦。林豪祖父林俊元，字秀村，曾擔任金門鎮署稿識，掌書記，受歷任總兵重視，曾倡修後浦觀音亭（靈濟古寺）。林俊元長子林焜熿為林豪之父，字巽甫，一字巽甫，又稱「竹畦先生」，曾向廈門道周凱、玉屏書院山長高澍然求學。著有《竹畦文鈔》、《浯洲見聞錄》，編《金門志》（1835年完成書稿）。道光十七年（1837年）充歲貢生。
林豪排行第五，上有四個哥哥，下有一個弟弟。四名兄長分別是長兄林長慶（？-1853年）、二兄林雨露（1819-1844年）、三兄林萬選（嘉慶年間-光緒年間）、四兄林嘉泉（1829年-1859年）。
林豪妻妾共有五人，分別是正室許涼厚、側室吳傳春、繼室許小寶、何返娘、方專娘。另有兒子林高會、林三舍、林四奇，孫子林燕貽、林燕清等人。

## 評價
林豪事蹟收入連橫《臺灣通史》，劉敬編纂的《金門縣志》、許如中纂《新金門志》、陳漢光纂《重修金門縣志》等書皆有收錄。
陳捷先《清代臺灣方志研究》寫說「清代臺灣方志纂修，用正史體例修臺灣方志，自林豪始」。